# Epuraea muehli
Epuraea muehli är en skalbaggsart som beskrevs av Edmund Reitter 1908. Epuraea muehli ingår i släktet Epuraea, och familjen glansbaggar. Arten är reproducerande i Sverige.